# Ринофима
Ринофима (от др.-греч. ῥίς, род. п. ῥινός — «нос», φῦμα «нарыв» или «нарост») — хроническое заболевание кожи носа, характеризующееся увеличением всех её элементов и обезображиванием носа. Ринофима наблюдается чаще у мужчин 40—50 лет.

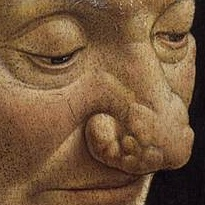
«Портрет старика с внуком» работы Доменико Гирландайо, фрагмент.

## Этиология
Причины возникновения болезни не установлены. Считается, что ринофима является третьей стадией розовых угрей. Некоторые авторы придают большое значение в развитии ринофимы хроническому алкоголизму. Предрасполагающими факторами для развития данной патологии имеют значение неблагоприятные условия окружающей среды: запыленность и повышенная влажность воздуха, резкая смена температуры, частые охлаждения.

## Патогенез, патологическая анатомия и клиническая картина
Ринофима развивается медленно, в течение многих лет, но затем может быстро прогрессировать. Различают фиброзно-ангиоэктатическую и железистую (бугристую) формы ринофимы.
При фиброзно-ангиоэктатической форме ринофимы за счет увеличения всех элементов кожи нос равномерно увеличивается в размерах, но не теряет своей конфигурации. В связи с развитием сосудов кожа носа при этом становится ярко-красной.
При железистой форме ринофимы в области верхушки и крыльев носа образуются три бугристых, сидящих на широком основании клубнеобразных узла, которые в дальнейшем сливаются. Разрастания кожи иногда достигают огромных размеров, свешиваются вниз, закрывают ноздри и рот, затрудняя дыхание, прием пищи и обезображивая лицо. Узлы обычно мягкой консистенции, с блестящей сальной поверхностью и большим количеством расширенных сосудов и сальных желез, из устьев которых при надавливании выделяется кожное сало. Цвет узлов варьирует от присущего коже в норме до восковидно-багрового. Хрящи носа обычно не изменяются, но в отдельных случаях возможно утолщение или (чаще) истончение хрящей.
При гистологическом (тканевом) исследовании установлено, что увеличение всех элементов кожи, особенно сальных желез, развивается на фоне хронического вялотекущего воспалительного процесса. В узлах при ринофиме обнаруживается разрастание соединительной ткани, отмечаются увеличение количества сальных желез с кистообразным расширением их просветов, числа лимфатических и кровеносных сосудов с их расширением и утолщением стенок. Вокруг сосудов и волосяных фолликул видны воспалительные образования, состоящие из лимфоцитов, лейкоцитов, тучных клеток, гистиоцитов, фибробластов, гигантских и плазматических клеток.
Гистологическая картина иногда трактуется как тяжелая фиброма или кистозная аденофиброма. Осложнением болезни считается озлокачествление ринофимы.

## Лечение
Лечение только оперативное с применением различных вариантов удаления ринофимы.
Удаление ринофимы начинается со здорового участка. Срезая гипертрофированную кожу, формируют надлежащую форму носа, его контур, одновременно коагулируя оперированную поверхность. Кожа срезается до тканей, не содержащей выстилки желез, которые и создают спонтанное разрастание эпителия, что очень важно, так как при неполном удалении пораженных тканей возможны рецидивы ринофимы.

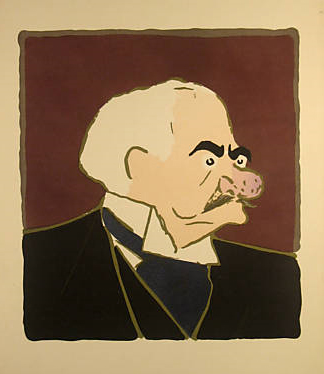

## Любопытные факты
Ринофимой страдал миллионер Джон Пирпонт Морган:

У Моргана болезнь носа; на носу у него находится нарост, как будто бы целая выросшая свекла, который, конечно, представляет большое уродство.— Витте С. Ю. 1894 — октябрь 1905: Царствование Николая II, глава 45 (27) // Воспоминания. — М.: Соцэкгиз, 1960. — Т. 2. — С. 443. — 75 000 экз.